# Списак улица Новог Сада
Ово је списак најзначајнијих улица Новог Сада.

## Значајније улице које пролазе кроз више делова града
- Београдски кеј
- Бранка Бајића
- Бранка Ћопића
- Браће Поповић
- Булевар војводе Степе
- Булевар Јаше Томића
- Булевар краља Петра I
- Булевар ослобођења
- Булевар цара Лазара
- Гимназијска
- Златне греде
- Јеврејска
- Јована Суботића
- Кисачка
- Корнелија Станковића
- Мише Димитријевића
- Руменачка
- Руменачки пут
- Булевар Европе
- Темеринска
- Футошка
- Футошки пут
- Шафарикова

- Булевар ослобођења
- Суботички булевар (Булевар Европе)
- Булевар краља Петра I
- Булевар цара Лазара
- Булевар војводе Степе
- Руменачка улица
- Београдски кеј
- Темеринска улица

## Значајније улице у Старом граду
- Булевар Михајла Пупина
- Војвођанских бригада
- Дунавска
- Железничка
- Змај Јовина
- Кеј жртава рације
- Краља Александра
- Лазе Телечког
- Максима Горког
- Модене
- Његошева
- Пашићева
- Радничка
- Светозара Милетића
- Стражиловска
- Успенска

- Змај Јовина улица
- Дунавска улица
- Булевар Михајла Пупина
- Улица краља Александра

## Значајније улице на Подбари
- Алмашка* у овој улици је најстарија православна црква у Новом Саду- Алмашка црква
- Текелијина - по оснивачу Матице српске Сави Текелији
- Бајчи Жилинског -
- Венизелоса
- Гундулићева - хрватски књижевник, борио се за уједињење Јужних Словена
- Каналска
- Косовска -
- Марка Миљанова - велики црногорски писац "Чојство и јунаштво"
- Шумадијска
- Југ Богдана - косовски јунак
- Ђорђа Рајковића - књижевник живео у Новом Саду у 19. веку
- Патријарха Чарнојевића

## Значајније улице на Лиману
- Балзакова
- Булевар деспота Стефана
- Иве Андрића
- Народног фронта
- Фрушкогорска
- Шекспирова
- Подгоричка
- 1300 каплара
- Булевар цара Лазара
- Вељка Петровића
- Драгише Брашована
- Раваничка
- Ресавска
- Ивана Рибара
- Јиричикова
- Милке Гргурове
- Драге Спасић
- Струмичка
- Милоша Црњанског

## Значајније улице на Роткварији
- Браће Јовандић
- Војводе Бојовића
- Житни трг
- Змај Огњена Вука
- Краљевића Марка
- Павла Папа
- Саве Ковачевића

## Значајније улице на Салајки
- Доситејева, добила име по Доситеју Обрадовићу, првом српском просветитељу.
- Јована Цвијића- добила име по чувеном географу и академику светског гласа
- Партизанска- њоме се иде на Ауто-пут Београд- Суботица
- Шајкашка- школа и Месна заједница, станица Полиције
- Кисачка - улица са много радњи са занатским делатностима
- Темеринска - важна саобраћајница у Новом Саду. на левој страни улице је Салајка, на десној Подбара
- а ту су и Карађорђева по вожду Карађорђу,
- Радоја Домановића, српски књижевни сатиричар

- Косовска улица на Подбари
- Улица Ива Андрића на Лиману
- Улица Краљевића Марка на Роткварији
- Улица Јована Цвијића на Салајки

## Значајније улице на Грбавици
- Браће Рибникар
- Војвођанска
- Гогољева
- Данила Киша
- Ласла Гала
- Пушкинова
- Мише Димитријевића

## Значајније улице на Адамовићевом Насељу
- Војводе Книћанина
- Коло српских сестара
- Лазе Нанчића
- Цара Душана

## Значајније улице на Телепу
- Ватрослава Јагића
- Вршачка
- Горана Ковачића
- Илариона Руварца
- Јожеф Атиле
- Петефи Шандора
- Булевар патријарха Павла
- Суботичка
- Ћирила и Методија
- Фејеш Кларе
- Хероја Пинкија
- Раковачка

## Значајније улице на Сајмишту
- Боре Продановића
- Бранимира Ћосића
- Дринска
- Мичуринова
- Новосадског сајма
- Ћирпанова
- Хајдук Вељкова
- Хероја Тепића

- Раскрсница улице Браће Рибникар и Булевара ослобођења на Грбавици
- Улица цара Душана на Адамовићевом Насељу
- Сомборски булевар на Телепу
- Хајдук Вељкова улица на Сајмишту

## Значајније улице у Банатићу
- Гагаринова
- Париске комуне

## Значајније улице на Детелинари
- Веселина Маслеше
- Илије Бирчанина
- Јанка Веселиновића
- Јанка Чмелика
- Миленка Грчића
- Облачића Рада
- Пастерова
- Филипа Филиповића
- Хаџи Рувимова

## Значајније улице на Новом Насељу и Сателиту
- Антуна Урбана
- Бате Бркића
- Браће Дроњак
- Булевар Јована Дучића
- Булевар кнеза Милоша
- Булевар Слободана Јовановића
- Владике Ћирића
- Ива Ћипика
- Милеве Марић
- Партизанских база
- Радомира Раше Радујкова
- Сељачких буна
- Стевана Хладног
- Тодора Тозе Јовановића (Тозин сокак)

- Улица Веселина Маслеше (уз Суботички булевар) на Детелинари
- Булевар Јована Дучића на Новом Насељу
- Булевар Слободана Јовановића на Новом Насељу
- Улица Антуна Урбана на Сателиту

## Значајније улице на Ветерничкој Рампи
- Драгослава Срејовића
- Сомборска рампа

## Значајније улице у Адицама
- Бањалучка
- Бранка Ћопића
- Славка Родића

## Значајније улице на Сајлову
- Горње Сајлово
- Доње Сајлово

## Значајније улице у Индустријској зони југ
- Индустријска
- Кисачки пут
- Привредникова
- Пут Новосадског партизанског одреда

## Значајније улице у деловима града северно од канала ДТД
- Ауто-пут Суботица-Београд (Ауто-пут Е75)
- Клисански пут
- Омладинска
- Приморска
- Пут Нови Сад-Зрењанин
- Пут Шајкашког одреда
- Сентандрејски пут
- Темерински пут

- Улица Бранка Ћопића у Адицама
- Улица Доње Сајлово на Сајлову
- Пут Новосадског партизанског одреда у Индустријској зони југ
- Приморска улица на Клиси / Сланој Бари

## Значајније улице у Петроварадину
- Београдска
- Буковачки пут
- Дунавске дивизије
- Каменички пут
- Карловачки друм
- Кеј Скојеваца
- Прерадовићева
- Рачког
- Рељковићева

## Значајније улице у Сремској Каменици
- Бранислава Букурова
- Војводе Путника
- Двор
- Железничка
- Институтски пут
- Карађорђева
- Лединачки пут
- Лоле Рибара
- Мајора Тепића
- Марка Орешковића
- Моше Пијаде
- Новосадска
- Светозара Марковића
- Фрушкогорски пут
- Школска

- Београдска улица у Петроварадину
- Прерадовићева улица у Петроварадину
- Карађорђева улица у Сремској Каменици
- Змај Јовин Трг и почетак Железничке улице у Сремској Каменици